# Mister - Il gioco dei nomi
Mister - Il gioco dei nomi era un programma televisivo italiano di genere gioco a premi, condotto da Giancarlo Magalli su Rai Uno nel 2006.
Il gioco è andato in onda dal 5 all'8 giugno 2006, nella fascia oraria del fortunato Affari tuoi, dopo il telegiornale delle 20:00. Si è trattato di un pilota di sole cinque puntate, andato in onda senza lancio pubblicitario contro un avversario temibile come Striscia la notizia. Nonostante la forte concorrenza e la vicinanza con i Campionati Mondiali di Calcio a partire dal 9 del mese, i risultati di ascolto sono stati più che soddisfacenti, e si attendeva che il programma venisse riproposto ma non è stato dato seguito.

## Il gioco
Il concorrente, rispondendo esattamente alle domande del conduttore, ha la possibilità di scoprire le lettere che formano un cognome italiano. Alla fine delle domande il concorrente deve indovinare l'esatto cognome basandosi sulle lettere che è riuscito a conquistare, e se riesce nell'intento ha la possibilità di scegliere in modo casuale una persona in Italia con quel cognome. Il conduttore proverà poi a telefonare a casa di quella persona e qualora rispondesse il concorrente vincerebbe la somma di 500.000 Euro.
Oltre al traguardo finale di 500.000 Euro c'erano due traguardi intermedi, più semplici perché composti da minori lettere: tramite lo stesso meccanismo finale, il concorrente può vincere 15.000 o 25.000 Euro.